# Lopaphus borneensis
Lopaphus borneensis är en insektsart som beskrevs av Bragg 1995. Lopaphus borneensis ingår i släktet Lopaphus och familjen Diapheromeridae. Inga underarter finns listade i Catalogue of Life.